# Stacey Dales
Stacey Dales (ur. 5 września 1979 w Collingwood) – kanadyjska koszykarka występująca na pozycjach rzucającej lub niskiej skrzydłowej, reprezentantka kraju, olimpijka, po zakończeniu kariery zawodniczej komentatorka sportowa akademickich spotkań koszykarskich kobiet i mężczyzn oraz futbolu amerykańskiego ligi NFL.
Jej starszy brat Burke grał w futbol amerykański, w Canadian Football League. Karierę zakończył w 2014. Jej kuzyn – Jason Arnott występował przez 18 lat w NHL. Karierę zakończył w 2013.

## Osiągnięcia
Na podstawie, o ile nie zaznaczono inaczej.
NCAA
- Wicemistrzyni NCAA (2002)
- Uczestnik rozgrywek Sweet Sixteen turnieju NCAA (2000–2002)
- Mistrzyni:
  - turnieju konferencji Big 12 (2002)
  - sezonu regularnego konferencji Big 12 (2001, 2002)
- Sportowiec roku NCAA Academic All-America - Academic All-America Team Members of the Year (2002)
- Koszykarka roku:
  - Division I Women's Basketball Academic All-America Team Members of the Year (2002)
  - Big 12 (2001, 2002)
- Zaliczona do I składu All-American (2001, 2002)
- Liderka wszech czasów konferencji Big 12 w asystach (764)

WNBA
- Uczestniczka meczu gwiazd WNBA (2002)

Inne
- Zaliczona do Galerii Sław Sportu Brockville (czerwiec 2016)

Reprezentacja
- Wicemistrzyni igrzysk panamerykańskich (1999)
- Brązowa medalistka mistrzostw Ameryki (2003)
- Uczestniczka:
  - igrzysk olimpijskich (2000 – 10. miejsce)
  - mistrzostw Ameryki (2001 – 4. miejsce, 2003)